# Xiphopterella
Xiphopterella, rod pravih paprati (papratnice) iz potporodice Grammitidoideae,. dio porodice Polypodiaceae, red Polypodiales. Kew ovaj rod tretira kao sinonim za Grammitis.
Postoji 14 vrsta u tropskoj Aziji. Rod je opisan u Gardens' Bulletin, Singapore 58(2): 249–250. 2007. (20 Jun 2007). Tipična je Xiphopterella hieronymusii (C. Chr.) Parris. 

## Vrste
1. Xiphopterella alternidens (Ces.) Parris
2. Xiphopterella coriacea Parris; sp. nov. in prep.
3. Xiphopterella corneri Parris; sp. nov. in prep.
4. Xiphopterella devolii S.J.Moore, Parris & W.L.Chiou
5. Xiphopterella govidjoaensis (Brause) Parris
6. Xiphopterella gracilis Parris
7. Xiphopterella hecistophylla (Copel.) Parris
8. Xiphopterella hieronymusii (C.Chr.) Parris
9. Xiphopterella lenbrassii Parris; sp. nov. in prep.
10. Xiphopterella major Parris; sp. nov. in prep.
11. Xiphopterella murudensis (Copel.) Parris
12. Xiphopterella nudicarpa (P.M.Zamora & Co) Parris
13. Xiphopterella parva Parris
14. Xiphopterella sparsipilosa (Holttum) Parris

## Sinonimi
Nema.